# Les de l'hoquei
Les de l'hoquei ("Las del hockey" en castellano) es una serie de televisión emitida por la cadena catalana TV3 desde el 29 de abril de 2019 hasta el 22 de junio de 2020. Está producida por Brutal Media, en colaboración con TV3. La serie estrenó su primera temporada a nivel mundial a través de la plataforma Netflix en septiembre de 2019. En febrero de 2023 hizo lo propio con la segunda en Prime Video.
La serie fue galardonada con el II Premio CIMA a la Igualdad en el Festival de Televisión de Vitoria (FesTVal). Gran parte de la serie fue grabada en el pueblo catalán de Palau-solità i Plegamans, en el Vallés Occidental.
Es el resultado del trabajo de fin de grado de cuatro estudiantes de Comunicación Audiovisual de la Universidad Pompeu Fabra: Laura Azemar, Ona Anglada, Natàlia Boadas y Marta Vivet.

## Argumento
Siete jóvenes jugadoras de hockey sobre patines y su nueva entrenadora lucharán para salvar la sección femenina del Club Patí Minerva, a la vez que intentarán encontrar su sitio, tanto dentro como fuera del equipo.

## Reparto
| Interpretado por                   | Personaje                            | Temporada              | Temporada              | Temporada              |
| Interpretado por                   | Personaje                            | 1                      | 2                      |                        |
| Personajes principales             | Personajes principales               | Personajes principales | Personajes principales | Personajes principales |
| ---------------------------------- | ------------------------------------ | ---------------------- | ---------------------- | ---------------------- |
| Iria del Río                       | Anna Ricou Mas                       | Principal              | Principal              |                        |
| Nora Navas                         | Júlia Terrats Herraiz                | Principal              | Principal              |                        |
| Josep Linuesa                      | Enric Ricou Prats                    | Principal              |                        |                        |
| Mireia Oriol                       | Lorena Sánchez Ballart               | Principal              | Principal              |                        |
| Asia Ortega Leiva                  | Florencia "Flor" Vilamayor Astudillo | Principal              | Principal              |                        |
| Claudia Riera                      | Gina Camps                           | Principal              |                        |                        |
| Natàlia Barrientos                 | Berta Figuera Terrats                | Principal              | Principal              |                        |
| Dèlia Brufau                       | Emma Ricou Mas                       | Principal              | Principal              |                        |
| Yasmina Drissi Sales               | Laila Bakri                          | Principal              | Principal              |                        |
| Júlia Gibert                       | Raquel Alcober                       | Principal              | Principal              |                        |
| Laia Fontàn                        | Janina Díaz Martín                   | Recurrente             | Principal              |                        |
| Nil Cardoner                       | Òscar Sánchez Ballart                | Recurrente             | Principal              |                        |
| Pablo Hernández Riguero            | Nil Ricou Montagut                   | Recurrente             | Principal              |                        |
| Guillermo Lasheras                 | Quim "Putxi" Puigdevall Centelles    | Recurrente             | Principal              |                        |
| Guim Puig                          | Lluc Ferrer Raventós                 | Recurrente             | Principal              |                        |
| David Solans                       | Ricard Planes Rius                   |                        | Principal              |                        |
| Mireia Aixalà                      | Sílvia Ballart Monteserín            | Principal              | Principal              |                        |
| Juli Fàbregas                      | Santi Ricou Prats                    | Principal              | Principal              |                        |
| Àgata Roca                         | Núria Mas Pujol                      | Principal              | Principal              |                        |
| Marc Clotet                        | Germán Ruestes Hernández             | Principal              | Principal              |                        |
| David Selvas                       | Toni Alcober Marín                   |                        | Principal              |                        |
| Personajes secundarios e invitados |                                      |                        |                        |                        |
| Aida Oset                          | Montse Pagès                         | Recurrente             | Recurrente             |                        |
| Gemma Brió                         | Olga Terrats Herraiz                 | Invitada               | Recurrente             | Recurrente             |
| Romina Cocca                       | Paulina Vilamayor Astudillo          | Recurrente             | Recurrente             |                        |
| Xúlio Abonjo                       | "El Pela"                            | Recurrente             |                        |                        |
| Jan Mediavila                      | Bernat                               | Recurrente             |                        |                        |
| Hamid Krim                         | Youssef                              | Recurrente             |                        |                        |
| Mireia Ros                         | Rosa                                 | Recurrente             |                        |                        |
| Susanna Monforte                   | "Mare de la Raquel"                  |                        | Invitada               | Invitada               |
| Arnau Casanovas                    | Jordi Garriga Lozano                 |                        | Recurrente             |                        |

## Episodios
| Temporada | Temporada | Episodios | Fechas de emisión   | Fechas de emisión   | Audiencia    | Audiencia |
| Temporada | Temporada | Episodios | Inicio              | Fin                 | Espectadores | Cuota     |
| --------- | --------- | --------- | ------------------- | ------------------- | ------------ | --------- |
|           | 1         | 13        | 29 de abril de 2019 | 22 de julio de 2019 | 291 000      | 11,4%     |
|           | 2         | 13        | 30 de marzo de 2020 | 22 de junio de 2020 | 344 500      | 13,36%    |

### Primera temporada (2019)
| N.º (serie) | N.º (temporada) | Título        | Fecha de emisión    | Espectadores | Cuota |
| ----------- | --------------- | ------------- | ------------------- | ------------ | ----- |
| 1           | 1               | Emma          | 29 de abril de 2019 | 459 000      | 15,6% |
| 2           | 2               | Anna          | 6 de mayo de 2019   | 324 000      | 12,3% |
| 3           | 3               | Berta         | 13 de mayo de 2019  | 323 000      | 12,5% |
| 4           | 4               | Lorena        | 20 de mayo de 2019  | 286 000      | 10,7% |
| 5           | 5               | Raquel        | 27 de mayo de 2019  | 287 000      | 11,2% |
| 6           | 6               | Flor          | 3 de junio de 2019  | 356 000      | 13,4% |
| 7           | 7               | Gina          | 10 de junio de 2019 | 300 000      | 11,8% |
| 8           | 8               | Laila         | 17 de junio de 2019 | 245 000      | 9,8%  |
| 9           | 9               | Anna i Germán | 24 de junio de 2019 | 267 000      | 10,8% |
| 10          | 10              | Juntes        | 1 de julio de 2019  | 241 000      | 10,2% |
| 11          | 11              | Amigues       | 8 de julio de 2019  | 207 000      | 8,1%  |
| 12          | 12              | El partit     | 15 de julio de 2019 | 241 000      | 10,6% |
| 13          | 13              | El club       | 22 de julio de 2019 | 241 000      | 11,2% |

### Segunda temporada (2020)
| N.º (serie) | N.º (temporada) | Título           | Fecha de emisión    | Espectadores | Cuota |
| ----------- | --------------- | ---------------- | ------------------- | ------------ | ----- |
| 14          | 1               | Tot canvia       | 30 de marzo de 2020 | 450 000      | 16,2% |
| 15          | 2               | L'accident       | 6 de abril de 2020  | 343 000      | 12,6% |
| 16          | 3               | Temps mort       | 13 de abril de 2020 | 328 000      | 12,6% |
| 17          | 4               | Secrets          | 20 de abril de 2020 | 367 000      | 14,2% |
| 18          | 5               | La fugida        | 27 de abril de 2020 | 366 000      | 13,5% |
| 19          | 6               | La traïció       | 4 de mayo de 2020   | 351 000      | 13,0% |
| 20          | 7               | Caure            | 11 de mayo de 2020  | 375 000      | 14,5% |
| 21          | 8               | Guanyar o perdre | 18 de mayo de 2020  | 361 000      | 13,3% |
| 22          | 9               | Créixer          | 25 de mayo de 2020  | 342 000      | 13,9% |
| 23          | 10              | Tornar           | 1 de junio de 2020  | 305 000      | 11,9% |
| 24          | 11              | Sempre endavant  | 8 de junio de 2020  | 352 000      | 14,5% |
| 25          | 12              | Ruptures         | 15 de junio de 2020 | 353 000      | 14%   |
| 26          | 13              | La gran final    | 22 de junio de 2020 | 291 000      | 12,3% |